# Mauro Icardi
Mauro Emanuel Icardi Rivero (Rosario, Argentina, 19 de febrer de 1993), conegut simplement com a Mauro Icardi, és un futbolista de nacionalitat Argentina que juga de davanter centre, actualment al Galatasaray turc.
Anteriorment ha passat per altres clubs com el Juvenil A del Barça, la UC Sampdoria o el Football Club Internazionale Milano.

## Biografia

### Inicis
Mauro Emanuel Icardi Rivero, dit normalment Icardi, va néixer el 19 de febrer de 1993 a Rosario (Argentina). Des de petit va tenir una passió pel futbol que va començar a desenvolupar en un club modest del seu barri on anava amb el seu pare. La seva posició habitual era la de davanter, però quan jugava amb l'equip dels grans es posava a la porteria.
Arran de la crisi econòmica de l'Argentina del 2001, Icardi juntament amb la seva família va decidir mudar-se a les illes Canàries amb només 9 anys; on es va convertir en el davanter de la Unión Deportiva Vecindario. Amb aquest equip va arribar a marcar 500 gols en les categories de grau inferior, en les quals va rebre el sobrenom de "El Águila". Des de llavors té, com a agent, l'agent de la FIFA Abian Morano. A través d'Abian i un vídeo del torneig internacional d'Arona 2008, el Reial Madrid i el FC Barcelona, després de rebre diverses propostes de diferents clubs com el València CF, Sevilla FC, RCD Espanyol, Deportivo de La Coruña, Arsenal FC i Liverpool FC. Finalment, l'equip que es va quedar el jugador va ser el FC Barcelona, firmant un contracte fins al 2013.
A Mauro Icardi li va costar estar lluny de la seva família i adaptar-se a l'estil de joc de la Masia, lloc on va aconseguir els primers gols per a l'equip català. Amb l'estil de joc que el caracteritza, el jugador va aconseguir ser el titular del Juvenil A del Barça; equip amb el qual va començar a jugar a la divisió d'honor juvenil d'Espanya. El futbolista continuava sense sentir-se còmode i l'equip barceloní va decidir cedir-lo a la UC Sampdoria, club italià. A Icardi li agradava jugar a Itàlia, i sent allí va fer les següents declaracions: "el joc del Barcelona era molt diferent a les meves característiques i vam optar per canviar al futbol italià, que s'adapta molt més al meu estil".

### Itàlia
Mauro Icardi en 33 partits jugats amb la UC Sampdoria, deu dels quals a la Sèrie A (primera divisió Italiana), va aconseguir marcar 11 gols. Va ser en aquell any quan el jugador va despertar l'interès dels grans clubs italians.
L'11 de juliol de 2013 Icardi es va convertir en nou jugador de l'Internazionale Milano, després que l'equip decidís comprar el jugador per 13 milions d'euros. A partir d'aquell moment el nom de Mauro Icardi va començar a ser conegut arreu del món, amb els seus 219 partits i 119 gols. A partir d'aquella etapa el jugador va començar a ser convocat per a la selecció argentina, selecció amb la qual va debutar contra la selecció del Brasil i la selecció de Singapur. El jugador es va comprometre a donar-ho tot per l'equip i la selecció.

## Selecció argentina
Jorge Sampaoli, el seleccionador argentí, va ser qui va confiar en el talent d'Icardi per a representar la seva nació. Actualment Icardi és un jugador destacat de la selecció argentina, equip amb el qual ha pogut jugar al costat de grans jugadors com Paulo Dybala, Gonzalo Higuaín o Sergio Agüero.

## Palmarès
Paris Saint-Germain FC
- 2 Ligue 1: 2019-20,[6] 2021-22[7]
- 2 Copes franceses: 2019-20,[8] 2020-21[9]
- 1 Copa de la lliga francesa: 2019-20[10]
- 2 Supercopes franceses: 2020,[11] 2022[12]

Galatasaray SK
- 1 Lliga turca: 2022-23[13]
- 1 Supercopa turca: 2023

Individual
- 2 Capocannoniere: 2014-15,[14] 2017-18[15]
- 2 Equip de l'any de la Serie A: 2014-15,[16] 2017-18[17]
- 1 Futbolista de l'any de la Serie A: 2018[18]
- 1 Gol de l'any de la Serie A: 2018[19]